# Lars Wistrand
Lars Wistrand, född 10 oktober 1729 i Södra Vi socken, Kalmar län, död 11 april 1772 Södra Vi socken, Kalmar län, var en svensk amatörorgelbyggare, klockare och organist i Södra Vi.

## Biografi
Lars Wistrand föddes 10 oktober 1729 i Södra Vi. Han var son till organisten Nils Wistrand (ca 1683–1763) och Anna Jonsdotter (1706–1747). Wistrand blev före 1749 organist och klockare i Södra Vi församling. Wistrand avled 11 april 1772 i Södra Vi.

### Familj
Wistrand gifte sig 1 november 1749 i Lönneberga socken med Catharina Göransdotter (1734–1772). Hon var dotter till bonden Göran Jonsson och Anna Margareta i Myrstedt, Katebo. Wistrand och Göransdotter fick tillsammans barnen Nils (senare bosatt i Stockholm),  Anna Gretha (född 1755), Magdalena (1760–1761), Magdalena (född 1762), Johan Arndt (1764–1767), Anna Catharina (född 1767) och Sven Peter (född 1772).

## Lista över orglar
| År   | Ursprunglig kyrka | Stift      | Manualer | Pedal | Stämmor | Bevarad orgel/fasad | Övrigt |
| ---- | ----------------- | ---------- | -------- | ----- | ------- | ------------------- | --- |
| 1755 | Södra Vi kyrka    | Linköpings |          |       | 11      | Nej/Nej             | En ny orgel byggdes 1786 av Pehr Schiörlin, Linköping.                                                                                         |
| 1762 | Bellö kyrka       | Linköpings |          |       | 8       | Nej/Nej             | Wistrand tillverkade en flöjttravers och en mixturstämma till orgelverket år 1762. En ny orgel byggdes 1826 av Nils Ahlstrand, Norra Solberga. |

### Ombyggnationer och reparationer
| År   | Ursprunglig kyrka | Stift      | Manualer | Pedal | Stämmor    | Bevarad orgel/fasad | Övrigt |
| ---- | ----------------- | ---------- | -------- | ----- | ---------- | ------------------- | --- |
| 1757 | Målilla kyrka     | Linköpings |          |       | 7 eller 11 | Nej/Nej             | Orgel flyttades och utökades 1757 av Wistrand med en flöjtstämma. Orgeln var byggd 1714 av Johan Åhrman och hade 7 stämmor. En ny orgel byggdes 1849 av Sven Nordström, Norra Solberga. |
| 1758 | Ingatorps kyrka   | Linköpings |          |       | 8          | Nej/Nej             | Wistrand reparerade och utökade orgeln 1758 med Trumpet. Han stämde även orgeln 1760. Orgeln var byggd 1719 av Johan Åhrman. En ny orgel byggdes 1839 av Sven Nordström.                |